# 1933年の日本競馬
1933年の日本競馬（1933ねんのにほんけいば）では、1933年（昭和8年）の日本競馬界についてまとめる。
馬齢は旧表記で統一する。
1932年の日本競馬 - 1933年の日本競馬 - 1934年の日本競馬

## できごと

### 1月 - 3月
- 2月6日 - 衆議院予算委員会第5分科会において、前年11月に起きた繋駕速歩競走での1位入線馬ジュウライの失格からくる中山競馬倶楽部の会員制などに質問が飛び、倶楽部の閉鎖主義と独占的経営について倶楽部の理事肥田金一郎に攻撃が及んだ。のちの「競馬の統制改善」論議の発端となる[1]。
- 2月14日 - 帝国競馬協会の参事会において、各競走の出走年齢を牡馬8歳まで、牝馬6歳までとする主務省案を宿題とすることが決議される[1]。
- 2月16日 - ジュウライの馬主である本田義成が、競馬の取り締まり・改善に関する質問書を政府に提出する[1]。
- 2月
  - 農林省畜産局が帝国競馬協会に対して、「共通審判制度が必要」と指摘を行う[1]。
  - 中山競馬倶楽部は専用道路用地を買収して葛飾町にこれを寄付した。葛飾町はこれを受けて、競馬場と国道の間に道路を建設した[2]。

### 4月 - 6月
- 4月3日 - 京都競馬場の馬見所の1号館で火災が発生する。馬見所は8割焼失したものの、大林組の手により2週間で修復され、春季競馬には間に合った[2]。
- 5月2日 - 地方競馬規則の一部が改正され、入場券発売額5万円以上の競馬場については、必ず一定額以上を馬事に関する施設の経費に充当せしむることが決定される[1]。
- 5月 - 新東京競馬場が完成する。11月8日に竣工式が行われ、東京競馬倶楽部の秋季競馬に使われた[3]。

### 7月 - 9月
- 7月28日 - 帝国競馬協会の臨時総会が開かれる。壇上で新潟競馬倶楽部の佐藤謙之輔常務理事が、小倶楽部経営の苦難を訴えた[1]。
- 7月29日 - 各競馬倶楽部の理事が新東京競馬場を見学する[3]。

### 10月 - 12月
- 10月2日 - 中山競馬倶楽部理事会が、新潟競馬倶楽部への一時借入金25000円の貸し付けを承認する[2]。
- 10月15日 - 競馬実施10周年記念として、大阪市の城東練兵場で全国馬匹博覧会が開催される[3]。
- 12月2日 - 早朝、東京競馬場の本馬場内に何者かの手によって釘や鎹が撒かれる事件が発生。全力を挙げて除去したため競走は滞りなく行われ、また犯人は当日中に捕まった[3]。
- 12月16日 - 中山競馬倶楽部の理事会において、福島競馬倶楽部への10か年年賦で8万円の貸付が承認される[2]。

### その他
- 春季、新馬競走を除く「優勝競走」が廃止される[1]。
- 秋季より、札幌競馬場で京都競馬倶楽部より譲り受けた軟式発馬機の使用が始まる[4]。

## 競走成績

### 公認競馬の主な競走
- 第2回東京優駿大競走（目黒競馬場・4月23日) 優勝 : カブトヤマ（騎手 : 大久保房松）

## 誕生

### 競走馬
- 不明 - トクマサ、キンテキ、ハセパーク

### 人物
- 3月6日 - 中尾謙太郎
- 6月15日 - 松本善登
- 9月3日 - 相川勝敏
- 11月16日 - 渡辺栄
- 12月18日 - 島崎宏